# تشارلز إي. بيل
تشارلز إي. بيل (بالإنجليزية: Charles E. Bell)‏ هو مهندس معماري أمريكي، (و. 1858  م).